# 唐曹铁路
唐曹铁路是连接唐山市中心城区与曹妃甸区的铁路。线路自津山铁路七道桥站引出，终于曹妃甸港，全线由唐曹线和曹妃甸港线两部分组成。於2015年开始建设，2018年6月30日建成通车，2018年12月28日开通客运。设计时速160千米，货物运输通行能力1.35亿吨，采用500米长钢轨。

## 历史
- 2011年3月，河北省和铁道部提出建设唐山至曹妃甸铁路项目。[7]
- 2015年3月1日，唐曹铁路全线开工。[8]
- 2015年9月1日，唐曹铁路完成首个承台混凝土浇筑。[9]
- 2016年3月17日，唐曹铁路开始架梁。[10]
- 2016年4月14日，唐曹铁路项目建设进展调度会在唐山市召开。[11]
- 2017年6月28日，唐曹铁路横跨世纪路简支桥完成浇筑，为全线难度最大的简支桥。[5]
- 2017年8月23日，曹妃甸港站站房主体竣工。[12]
- 2017年8月31日，唐曹铁路跨世纪路特大桥简支拱合龙。[3]
- 2018年2月8日，唐曹铁路召开“6·30”保通车誓师动员大会。[13]
- 2018年6月30日，唐曹铁路建成通车。[1]
- 2018年12月28日，开通客运。首发列车K5282次于7点30分在唐山站始发，9点05分到达曹妃甸东站。[4][14]
- 2019年1月21日，唐山至曹妃甸客运列车提速，单程运行时间由95分钟压缩至73分钟。[15]
- 2019年5月7日起，唐曹铁路K5282/1次列车（唐山-曹妃甸东）取消办理南堡北、唐海南两站客运业务。[16]
- 2019年8月21日，唐曹铁路开通北京至曹妃甸客运列车。[17]
- 2021年4月10日，北京-曹妃甸东动车组列车缩短至唐山，不再经由本线[18]。